# Václav Tintěra
Václav Tintěra (* 20. März 1893 in Prag; † unbekannt) war ein böhmisch-tschechoslowakischer Radrennfahrer.

## Sportliche Laufbahn
Tintěra war im Straßenradsport aktiv. Er war Teilnehmer der Olympischen Sommerspiele 1912 in Stockholm für Böhmen. Im olympischen Straßenrennen kam er auf den 87. Rang. Die Mannschaft Böhmens mit Bohumil Rameš, Václav Tintěra, Bohumil Kubrycht, František Kundert und Jan Vokoun kam nicht in die Mannschaftswertung im Straßenrennen. Er startete für den Verein AC Sparta Prag.